# Holy Diver – Live
Holy Diver – Live – album koncertowy heavymetalowego zespołu Dio. Podczas nagrywanego koncertu grupa zagrała cały album Holy Diver, zachowując kolejność nagrań. Pomimo tego, zapis koncertu nie pochodzi z trasy koncertowej promującej ten album, lecz jest nowym wydawnictwem. Koncert został wydany również na płycie DVD oraz Blu-ray jednak tutaj kolejność utworów była inna.

## Lista utworów

### CD 1
1. "Stand Up and Shout" – 4:33
2. "Holy Diver" – 4:46
3. "Gypsy" – 9:46
4. "Caught in the Middle" – 4:51
5. "Don't Talk to Strangers" – 5:11
6. "Straight Through the Heart" – 4:37
7. "Invisible" – 5:17
8. "Rainbow in the Dark" – 4:46
9. "Shame on the Night" – 16:58

### CD 2
1. "Tarot Woman" – 6:53
2. "Sign of the Southern Cross" – 7:44
3. "One Night in the City" – 6:10
4. "The Gates of Babylon" – 8:23
5. "Heaven and Hell" – 11:25
6. "Man on the Silver Mountain" – 4:14
7. "Long Live Rock ’n’ Roll" – 6:14
8. "We Rock" – 6:21

## Twórcy
- Ronnie James Dio – śpiew
- Doug Aldrich – gitara
- Scott Warren – keyboard
- Rudy Sarzo – gitara basowa
- Simon Wright – perkusja